# Saint-Gilles-les-Bains
Saint-Gilles-les-Bains ist ein Ort in der Gemeinde Saint-Paul im französischen Übersee-Département Réunion. Es gilt als wichtigstes Ferienzentrum Réunions.

## Lage
Der Ort liegt an der Westküste der Insel Réunion im Indischen Ozean. Durch Saint-Gilles-les-Bains fließt von Osten kommend der Ravine Saint-Gilles, der hier in den Ozean mündet. Südlich des Orts befindet sich die Grotte de l’Autel.
Sowohl nördlich als auch südlich schließen sich Badestrände an die Ortslage an. Unmittelbar der Ortslage vorgelagert ist der Strand Roches Noires.

## Geschichte
Saint-Gilles-les-Bains war ursprünglich ein kleines Dorf von Fischern und Gemüsebauern. Ab 1846 bestand eine kleine Kapelle, 1858 wurde die Kirche Stella Maris in einem älteren Gebäude eingerichtet. Zu erreichen war das Dorf über den Seeweg und über eine Landstraße von Saint-Gilles-les-Hauts. Mit dem Bau einer Straße von Saint-Paul im Jahr 1863 und der späteren Einrichtung einer Eisenbahnstrecke begann eine Entwicklung des Tourismus. Wohlhabendere Familien begann Urlaub im Ort zu machen, zum Teil auf ärztliche Verschreibung. Mit einer weiteren verkehrlichen Erschließung im Jahr 1963, wurde der Badebetrieb für eine größere Zahl Réunioner zugänglich. Saint-Gilles-les-Bains entwickelte sich so insbesondere seit etwa den 1970er Jahren zu einem stärker touristisch geprägten Ort, im Sinne eines Seebades.

## Einrichtungen
Hotels und Gaststätten befinden sich im Ort, ziehen sich jedoch auch sowohl nördlich als auch südlich entlang der Küstenlinie. Nördlich grenzt der Ortsteil Boucan Canot, südlich L’Ermitage-les-Bains an, in dem sich auch das Hotel Lux Saint-Gilles und der Kalkofen Motais befindet. Im Mündungsbereich des Ravine Saint-Gilles, der hier von mehreren Brücken überspannt wird, befindet sich der vor allem als Yachthafen genutzte Hafen von Saint-Gilles-les-Bains. Am linken Ufer steht das Aquarium de La Réunion, das die regional typischen Fische bis hin zu Haien zeigt. An der Uferpromenade haben sich kleinere historische Häuser erhalten. Im Ortszentrum befindet sich eine Markthalle. Bekannt und ein Wahrzeichen des Orts und der Insel ist die Bäckerei Chez Loulou. Notre-Dame-de-la-Paix ist die katholische Kirche des Orts.

## Persönlichkeiten
Der französische Koleopterologe und Pädagoge Yves Gomy (* 1942) war in den 1960er Jahren im Ort als Lehrer tätig. Die für ihr Wirken im Zweiten Weltkrieg hoch dekorierte französische Krankenschwester Marguerite Jauzelon (1917–2023) verstarb 105-jährig in Saint-Gilles-les-Bains.